# Droga wojewódzka 561
Die Droga wojewódzka 561 (DW 561) ist eine 21 Kilometer lange Droga wojewódzka (Woiwodschaftsstraße) in der polnischen Woiwodschaft Masowien, die Bieżuń mit Szumanie-Bakalary verbindet. Die Strecke liegt im Powiat Żuromiński und im Powiat Sierpecki.

## Streckenverlauf
Woiwodschaft Masowien, Powiat Żuromiński
-  Bieżuń (DW 541)
- Dąbrówki

Woiwodschaft Masowien, Powiat Sierpecki
- Jaworowo-Kolonia
- Zgagowo-Wieś
- Zawidz Kościelny
-  Szumanie-Bakalary (Bielsk) (DK 10)